# ミラキュラスハプニング
「ミラキュラスハプニング」はアツミサオリの2枚目のアルバム。2013年9月25日にLantisから発売された。

## 概要
前作「東京クラムジーデイズ」から6年半ぶりのリリース。提供楽曲のセルフカバー3曲を含む全11曲が収録されている。

## 収録曲
（全作詞・作曲：アツミサオリ）
1. 以心伝心
編曲：アツミサオリ、Shun、TAG、Kazu、藤崎昌弘
  - ビーイングから発売された配信限定シングル
2. 君を知ること
編曲：菊谷知樹
  - 原曲：イカ娘（金元寿子）
3. セツナラブレター
編曲：渡辺拓也
  - 原曲：伊藤かな恵
4. Love, How do you do?
編曲：marble
5. 優しい声
編曲：菊谷知樹
6. 催眠術
編曲：菊谷知樹
  - TVアニメ「花咲くいろは」輪島巴イメージソング[1]
7. メタメリズム
編曲：菊池達也　ストリングスアレンジ：菊谷知樹
  - 原曲：伊藤かな恵
8. 夢色の恋
編曲：marble
9. 宝箱
編曲：植田浩二
  - TVアニメ「true tears」仲上眞一郎イメージソング[1]
10. 友達
編曲：菊谷知樹
11. リュックサック
編曲：marble